# فريدريك هنري سايكس
فريدريك هنري سايكس (بالإنجليزية: Frederick Henry Sykes) هو أكاديمي أمريكي، ولد في 21 أكتوبر 1863، وتوفي في 14 أكتوبر 1917.